# Плуване на летните олимпийски игри 1896
Състезанията по плуване на Летните олимпийски игри в Атина през 1896 г. се състоят от четири състезания, които се провеждат на 11 април в залива „Зеа“. Участват общо 13 олимпийци от четири страни.

## Класиране по медали
| Място | Страна  | Злато | Сребро | Бронз | Общо |
| ----- | ------- | ----- | ------ | ----- | ---- |
| 1     | Унгария | 2     | 0      | 0     | 2    |
| 2     | Гърция  | 1     | 3      | 3     | 7    |
| 3     | Австрия | 1     | 1      | 0     | 2    |

## Медалисти
Медалистите са определени ретроспективно от Международния олимпийски комитет; по време на игрите победителите получават сребърен медал, а класираните на следващите места не получават награди
| Дисциплина                            | Злато                     | Сребро                    | Бронз                      |
| ------------------------------------- | ------------------------- | ------------------------- | -------------------------- |
| 100 m свободен стил детайли           | Алфред Хайос (Унгария)    | Ото Хершман (Австрия)     | не е връчен                |
| 500 m свободен стил детайли           | Паул Нойман (Австрия)     | Антониос Пепанос (Гърция) | Ефстатиос Хорафас (Гърция) |
| 1200 m свободен стил детайли          | Алфред Хайос (Унгария)    | Йоанис Андреу (Гърция)    | Ефстатиос Хорафас (Гърция) |
| 100 m свободен стил за моряци детайли | Йоанис Малокинис (Гърция) | Спиридон Хазапис (Гърция) | Димитриос Дривас (Гърция)  |

## Участващи нации
На олимпийските игри в Атина участват общо 19 плувци от 4 нации
- Австрия – 2
- Гърция – 15
- Унгария – 1
- Съединени щати – 1